# Chaveta

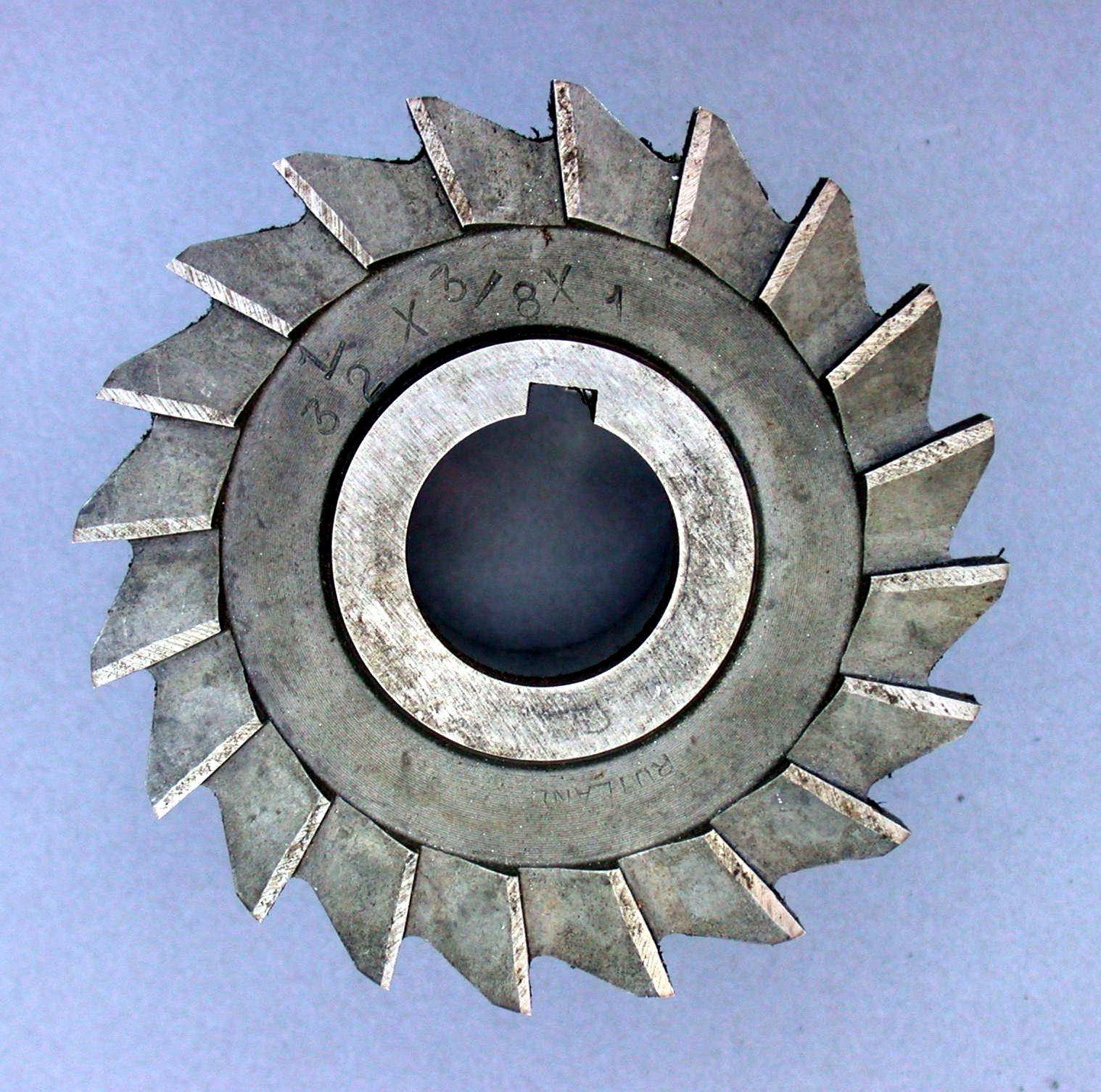
Fresa con chavetero para mecanizar chaveteros en ejes.

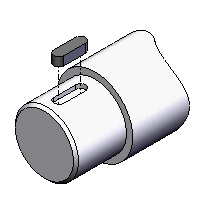
Eje con chavetero para lengüeta de ajuste.

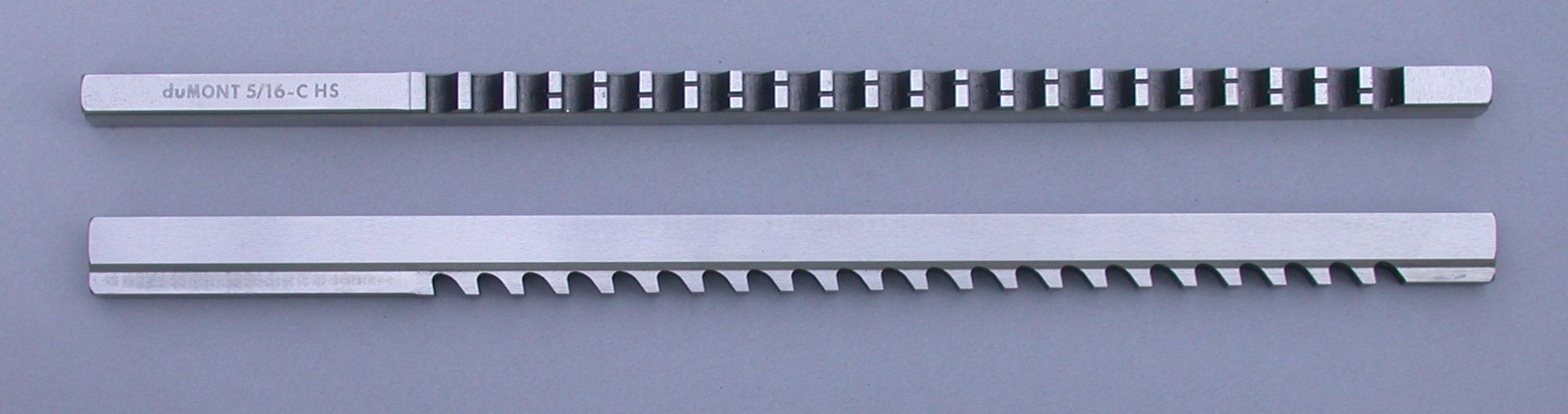
Brocha para mecanizar chaveteros.

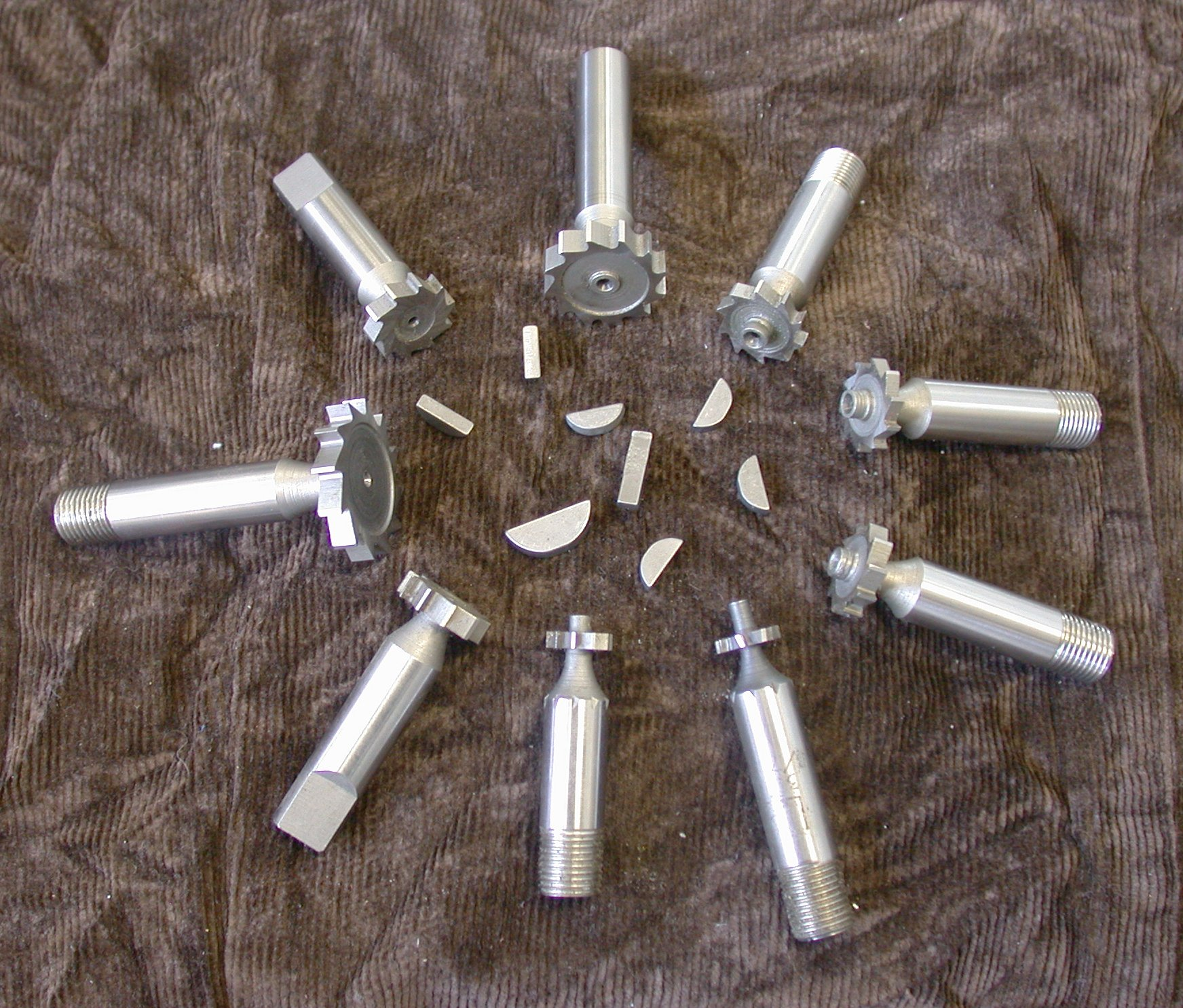
Fresas para ranurado de chaveteros.

En mecánica, la chaveta es un elemento de máquina largo que sirve para unir un eje con otro elemento de máquina solidario.

## Descripción
El hueco que se mecaniza en las piezas acopladas para insertar las chavetas se llama chavetero.

## Tipos
Es una pieza de sección rectangular o cuadrada o semilunar (Chaveta Woodruff) que se inserta entre dos elementos que deben ser solidarios entre sí para transmitir potencia y evitar que se produzcan deslizamientos de una pieza sobre la otra.
La chaveta tiene que estar muy bien ajustada y carecer de juego que pudiese desgastarla o romperla por cizallamiento.
Las chavetas pueden ser de tipo longitudinal o transversal. A su vez las chavetas longitudinales pueden dividirse en:
- Chavetas longitudinales (propiamente dichas): Estas chavetas tienen la característica de ser acuñadas, es decir, que una de sus caras presenta una inclinación. En este tipo de chavetas las tensiones que permiten la transmisión de potencia se encuentran en las caras superior e inferior y presentan una tolerancia respecto al ancho del chavetero para que puedan ser introducidas correctamente. Estas tensiones se producen debido a que estas chavetas son colocadas a presión.
- Lengüetas: Sus caras superior e inferior son paralelas entre sí. Las tensiones que permiten la transmisión de potencia se presentan en sus caras laterales. A diferencia de las chavetas longitudinales (propiamente dichas) estas tensiones no son producidas por una presión al ser colocadas, sino que se originan por el torque transmitido.

## Usos
Ejemplos de mecanismos que tienen insertada una chaveta, son los ejes de motores eléctricos y la polea que llevan acoplada; los engranajes que no son excéntricos también llevan insertada una chaveta que los fija al eje donde se acoplan.
El volante de dirección de los vehículos también lleva insertada una chaveta que lo une al árbol de dirección.
Cuando se trata de transmitir esfuerzos muy grandes se utiliza un sistema que puede considerarse de chavetas múltiples y es en el que se mecaniza un estriado en los ejes que se acoplan al estriado que se mecaniza en los agujeros.
El chavetero en los agujeros se realiza con máquinas mortajadoras o brochadoras si se trata de fabricación de grandes series, y los chaveteros en los ejes se mecanizan en fresadoras universales con fresas circulares.
- Datos: Q1424692
- Multimedia: Keys and keyways / Q1424692